# T. A. Sarasvati Amma
 Tekkath Amayankottukurussi Kalathil Sarasvati (* 26. Dezember 1918 in Cherpulassery, Indien; † 15. August 2000 in Indien) war eine indische Mathematikhistorikerin und Hochschullehrerin. Auf der Grundlage ihrer Forschungen wurde 1979 die erste authentische und umfassende Studie zur Geometrie im alten und mittelalterlichen Indien veröffentlicht.

## Leben und Werk
Amma war die zweite Tochter der fünf Kinder von Kuttimalu Amma und Marath Achutha Menon. Nach der Geburt ihres einzigen Sohnes ließ sie sich nach kurzer Zeit von ihrem Mann scheiden. Als geschiedene Frau in Indien stellten die gesellschaftlichen Verhältnisse und Gebräuche eine Herausforderung für sie dar. Amma erwarb ihren ersten Abschluss an der University of Madras in Sanskrit und Physik und Mathematik. Anschließend erhielt sie einen Master-Abschluss in Sanskrit an der Banaras Hindu University in der ersten Liga mit dem zweiten Rang. Später machte sie auch einen weiteren solchen Abschluss in englischer Literatur an der Universität Bihar mit zweiter Klasse und zweitem Rang.
Amma arbeitete zwischen 1957 und 1960 als wissenschaftliche Mitarbeiterin in der Abteilung für Sanskrit der University of Madras. Ihre Forschungsarbeiten zur Geometrie im antiken und mittelalterlichen Indien wurden unter der Leitung von V. Raghavan, einem der führenden Indologen des 20. Jahrhunderts, durchgeführt. In dieser Zeit lehrte sie an mehreren Instituten wie dem Shree Kerela Varma College, Thrissur, dem Maharaja College, Ernakulam und dem Ranchi Women's College, wo sie als Dozentin in Sanskrit tätig war. 1963 legte sie während ihrer Amtszeit an der Ranchi University ihre 300-seitige Doktorarbeit über indische Beiträge zur Mathematik vor,  die zur Verleihung des Doktorgrades genehmigt wurde. Allerdings vergingen aus verschiedenen Gründen weitere 15 Jahre, bis ihre Dissertation schließlich 1979 in Buchform als Geometry in Ancient and Medieval India veröffentlicht wurde.
Ab 1973 war sie Direktorin des Shree Shree Lakshmi Narain Trust Mahila Mahavidyalaya, Dhanbad, Bihar, trat jedoch 1980 zurück, da sie der Ansicht war, dass die Verwaltungsaufgaben sie davon abhielten, sich auf ihre Forschungsarbeit zu konzentrieren. Nach ihrer Pensionierung verbrachte sie ihre letzten Jahre in ihrer Heimatstadt Ottappalam.
Sie verfasste mehrere Artikel für wissenschaftliche Zeitschriften, darunter das Journal of Oriental Research, das Journal of Ganganath Jha Research Institute, das Journal of Ranchi Institute und das Indian Journal of History of Science.
Die Kerela Mathematical Association würdigt sie seit 2002 auf ihrer Jahreskonferenz durch eine regelmäßige Vortragsreihe, die Prof. TA Sarasvati Amma Memorial Lecture.

## Veröffentlichungen (Auswahl)
- Geometry in Ancient and Medieval India. Motilal Banarsidass Publishers Limited, 2007, ISBN 978-81-208-1344-1.
- Sredi-kshetras Or Diagrammatic representations of mathematical series. Journal of Oriental Research 28, S. 74–85, 1958–1959.
- The Cyclic Quadrilateral in Indian Mathematics. Proceedings of the All-India Oriental Conference, 21, S. 295–310, 1961.
- The Mathematics of the First Four Mahadhikaras of Trilokaprajnapati. Journal of Ganganath Jha Research Institute 18, S. 27–51, 1961–1962.
- Mahavira’s Treatment of Series. Journal of Ranchi University I, S. 39–50, 1969.
- Development of Mathematical Ideas in India. Indian Journal of History of Science 4, S. 59–78, 1969.